# Strandvinda
Strandvinda (Calystegia soldanella) är en art i familjen vindeväxter. Arten förekommer längs kuster i nästan hela världen.

## Synonymer
- Calystegia asarifolia Gray
- Calystegia reniformis R.Br.
- Convolvulus asarifolius Salisb. nom. illeg.
- Convolvulus maritimus Lam. nom. illeg.
- Convolvulus soldanella L.
- Latrienda soldanella (L.) Raf.